# Rivière des Petites Îles
Pour les articles homonymes, voir Île (homonymie).
La rivière des Petites Îles est un affluent de la rive sud de la rivière Saguenay coulant successivement dans les municipalités de Petit-Saguenay et de Baie-Sainte-Catherine, dans la municipalité régionale de comté (MRC) du Fjord-du-Saguenay, au Québec, au Canada. En fin de parcours, cette rivière traverse le parc national du Fjord-du-Saguenay.
La partie supérieure de cette vallée est desservie indirectement par la route 170 qui relie Saint-Siméon à Petit-Saguenay, laquelle passe sur la rive nord de la rivière Noire. Malgré son relief très montagneux, la vallée de la rivière des Petites Îles comporte quelques routes forestières secondaires pour les besoins de la foresterie et des activités récréotouristiques,.
La foresterie constitue la première activité économique du secteur; les activités récréotouristiques, en second.[réf. nécessaire]

## Géographie
Les principaux bassins versants voisins de la rivière des Petites Îles sont :
- Côté Nord : rivière Saguenay ;
- Côté Est : fleuve Saint-Laurent ;
- Côté Sud : rivière Petit Saguenay ;
- Côté Ouest : rivière Petit Saguenay, rivière du Cabanage.

La rivière des Petites Îles prend sa source à l’embouchure du lac Ovila-Lavoie. Cette source est située à :
- 5,9 km au Sud-ouest de son embouchure ;
- 6,8 km à l'est d'une courbe du cours de la rivière Petit Saguenay
- 18,4 km à l'ouest de l'embouchure de la rivière Saguenay ;
- 10,5 km au sud-Est du centre du village de Petit-Saguenay.

À partir de sa source (lac Ovila-Lavoie), le cours de la rivière des Petites Îles descend sur 9,7 km selon les segments suivants :
- 0,6 km vers le nord jusqu'à un coude de rivière correspondant à la décharge (venant du Nord) d'un ensemble de lacs dont Pipiche, Coquille, de l'Île et de l'Orme ;
- 2,8 km vers le nord-est, en formant une courbe vers le sud, et en traversant des rapides en fin de segment,

jusqu'à la décharge (venant de l'Est) du lac du Compte ;
- 2,2 km vers le nord-est dans une vallée encaissée, jusqu'à la décharge du Lac des Couteaux ;
- 4,1 km vers l'est dans une vallée encaissée en traversant le parc national du Fjord-du-Saguenay, jusqu'à son embouchure[4].

L'embouchure de la rivière des Petites Îles se déverse dans l'Anse aux Petites Îles sur la rive sud de la rivière Saguenay à l'extrémité nord-ouest de la municipalité de Baie-Sainte-Catherine. Cette confluence est située à :
- 26,3 km à l'est du centre du village de L'Anse-Saint-Jean ;
- 18,2 km à l'Est de la confluence de la rivière Petit Saguenay avec la rivière Saguenay ;
- 15,6 km à l'Ouest de Tadoussac.

## Toponymie
Le toponyme "rivière des Petites Îles" se réfère à la présence de deux petites îles située dans l'anse à l'embouchure de ce cours d'eau. Le nom de la première, l'île Coquart, évoque le souvenir du père jésuite Claude-Godefroy Coquart, né en 1706 dans la commune française de Melun. L'Anse aux Petites Îles est délimitée du côté nord par la Pointe aux Petites Îles.
Le toponyme "Rivière des Petites Îles" a été officialisé le 5 décembre 1968 à la Banque des noms de lieux de la Commission de toponymie du Québec.